# Savannes George/Constitution Park
Savannes George/Constitution Park es una localidad de Santa Lucía, que forma parte del distrito de Choiseul.